# Port Żerański

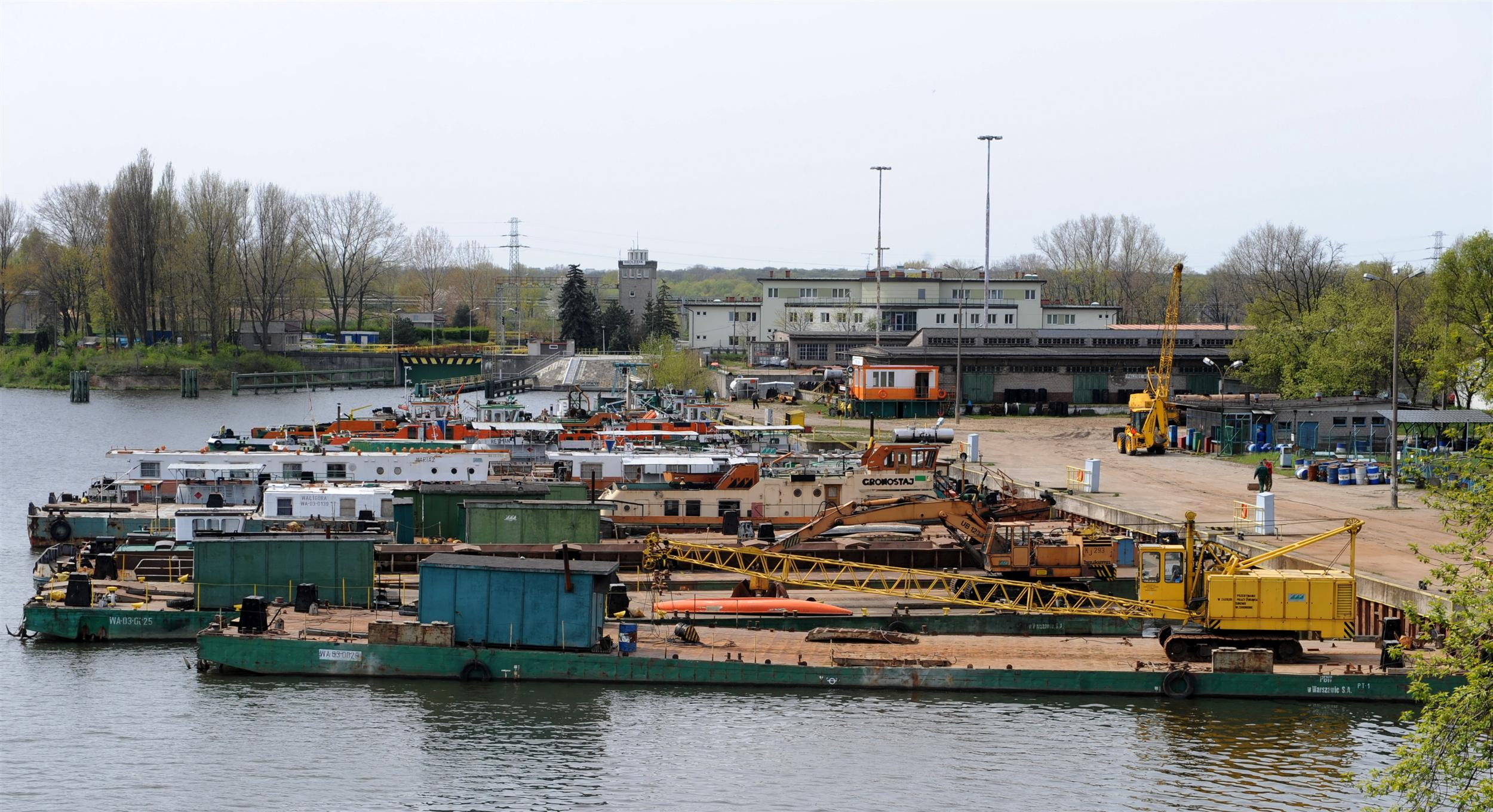
Port Żerański, widok od strony ul. Modlińskiej

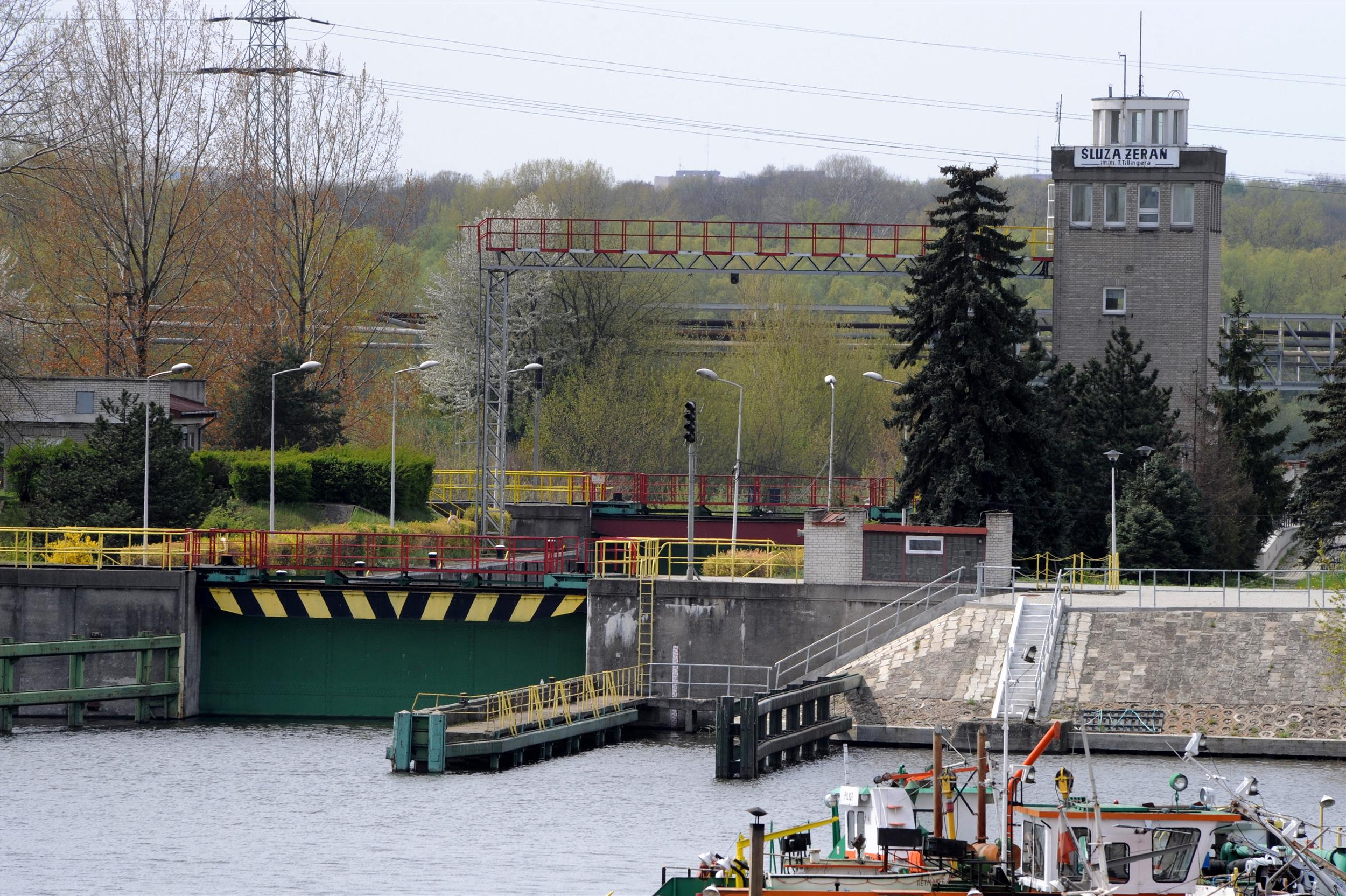
Śluza Żerańska od strony Portu Żerańskiego

Port Żerański – port rzeczny w Warszawie. Obszar pomiędzy al. Armii Krajowej, torami kolejowymi, ulicami Płochocińską, Modlińską, Konwaliową i Zabłocie, do Wisły wraz z bezpośrednim otoczeniem, o powierzchni ok. 260 ha, znajdujący się w dzielnicy Białołęka.

## Perspektywy rozwoju
Port położony jest przy Elektrociepłowni Żerań przy wylocie Kanału Żerańskiego do Wisły. W projekcie miejscowego planu zagospodarowania teren ten jest przewidywany do kompleksowej restrukturyzacji, ukierunkowanej na usługi komercyjne, ośrodki sportów wodnych oraz zabudowę mieszkaniową.
Planowane jest tu wybudowanie kompleksu hotelowego, dużego aquaparku, centrum kongresowego i hali wystawienniczo-targowej. W późniejszym etapie planowane jest wybudowanie tu biurowców i hali widowiskowo-sportowej. W samym porcie będą także restauracje, kasyno, platforma do skoków bungee, taras widokowy i ściana wspinaczkowa.